# Euspira triseriata
Euspira triseriata är en snäckart som först beskrevs av Thomas Say 1826.  Euspira triseriata ingår i släktet Euspira och familjen borrsnäckor. Inga underarter finns listade i Catalogue of Life.